# BLTC
De Baarnsche Lawn tennis Club BLTC is gevestigd aan de Bosbadlaan 3 in Baarn in de provincie Utrecht. Het park ligt tegenover het bosbad De Vuursche, aan de N415 tussen Baarn en Hilversum.

## Geschiedenis
De BLTC is opgericht in 1907. Uit het oudste reglement blijkt dat nieuwe leden ten minste 16 jaar oud moesten zijn. Ballotage gebeurde door het rondzenden van biljetten met de namen van de kandidaten en der voorstellers. Tegenstemmers moesten de naam doorhalen van de persoon  tegen wie men stemde.